# Exarcat d'Àfrica

Augment del territori de l'Imperi Romà d'Orient entre l'ascens al poder de Justinià I (en vermell, any 527) i la seva mort (en taronja, any 565). Belisari contribuí enormement a l'expansió de l'imperi

L'Exarcat d'Àfrica o de Cartago va ser una divisió administrativa de l'Imperi Romà d'Orient. Un exarca era un procònsol o virrei que governava una província sostreta de l'autoritat central a Constantinoble.

## Formació

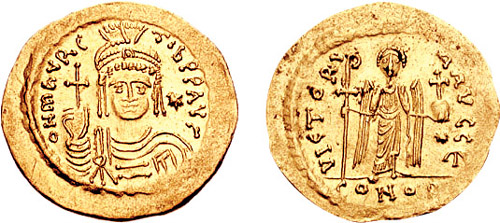
Sòlid romà del regnat de Maurici

La considerable independència de l'exarcat va permetre als exarques contribuir a una propensió comuna cap a la revolta contra les autoritats imperials. De vegades la revolta era el resultat d'una negligència imperial, ja que els exarques es van veure forçats a solucionar els seus propis problemes amb poca o gens d'ajuda de Constantinoble.
Després de la caiguda de l'Imperi Romà d'Occident el 476, l'Imperi Romà d'Orient va romandre estable durant el principi de l'edat mitjana i va conservar la capacitat per a la futura extensió. Justinià I va conquerir de nou Àfrica del Nord, Itàlia, Dalmàcia i finalment zones de la península Ibèrica per a l'Imperi Oriental romà. Tanmateix, això va exercir una pressió increïble sobre els recursos limitats de l'imperi. Els emperadors posteriors no abandonarien la terra conquerida de nou per intentar posar remei a la situació. Així, la missió de controlar la situació en les províncies va ser solucionada per l'emperador Maurici, que va establir la creació dels exarcats.
A Itàlia els llombards eren l'oposició principal per al poder romà. A l'Àfrica del Nord, els amazics estaven augmentant llur independència a causa de la debilitat romana fora de les ciutats costaneres. Els problemes associats amb molts enemics sobre diversos fronts (visigots a la península Ibèrica, eslaus i àvars als Balcans, els perses sassànides a l'Orient Mitjà, i els amazics a Àfrica del Nord van forçar el govern imperial a descentralitzar i delegar el poder a les antigues províncies.
El terme «exarca» està més comunament relacionat amb l'Exarcat de Ravenna, que va governar l'àrea d'Itàlia i Dalmàcia, encara sota el control romà després de la reconquesta de Justinià.
Després de la pèrdua de l'Exarcat africà a causa de la conquesta àrab, l'Exarcat de Ravenna va guanyar preeminència en establir-se com una possessió imperial en la lluita pel control romà de la Mediterrània occidental. No obstant això, el terme també inclou l'àrea d'Àfrica governada per l'exarca de Cartago (Qart Hadasht). L'antiga ciutat fenícia de Cartago era la ciutat principal de la província d'Àfrica.
L'exarcat era una resposta a l'autoritat imperial feble a les províncies i era part de la militarització total de l'imperi que conduiria eventualment a la creació dels temes sobre tagmes per Heracli.

## Primacia de Cartago
Cartago va esdevenir la capital de l'Exarcat africà quan Belisari reconquerí l'àrea dels vàndals el 533, derrotà Gelimer en les successives batalles del Desè Mil·liari i Tricamàrum. Com Ravenna, Cartago tenia un port excel·lent i drassanes amb accés a la Mediterrània. L'exarcat incloïa les províncies d'Àfrica, Bizacena, Mauritània Cesariana, Mauritània Tingitana, Numídia, Sardenya i Tripolitània. Les fronteres de Tingitana van ser ampliades per incloure la punta sud de la península Ibèrica (llavors anomenat Mons Calp, ara Gibraltar), i les Illes Balears que havien format part de la diòcesi d'Hispania.
L'autoritat civil i militar al principi va ser dividida entre un prefecte pretorià i un magister militum d'Àfrica. Les dues posicions es concentraren en la figura de l'exarca d'acord amb les reformes de Maurici el 584.
L'Exarcat africà va gaudir d'una relativa estabilitat malgrat una relació tensa i confrontacions violentes amb moltes de les tribus amazigues al segle vii. La temptativa d'Heracli de traslladar la capital de Constantinoble a Cartago al 618 és prova de la seva estabilitat.
El Regne visigot a Hispania era també una amenaça contínua. L'Exarcat africà tenia la possessió de Mauretania II, que no era més que un lloc avançat diminut a Hispania del sud. El conflicte va seguir sense resoldre's fins que tant l'Exarcat africà com el Regne visigot van ser conquerits pels àrabs.
Moltes de les tribus amazigues, com els aures, i el Regne Maureromà de Masuno, es van oposar el poder romà, però algunes tribus, incloent-hi les de sanhaja i zenata, eren aliades de l'exarcat. Durant la reeixida revolta de l'exarca de Cartago, Heracli, el 608, els amazics constituïren una part gran de la flota que va transportar Heracli a Constantinoble. A causa d'ambicions polítiques i religioses, l'exarca Gregori (que irònicament estava emparentat amb la família imperial, pel primer de l'emperador, Nicetas) es va declarar independent de Constantinoble el 647. Gregori es va enfrontar als musulmans en la batalla de Safetula.

## Conquesta musulmana

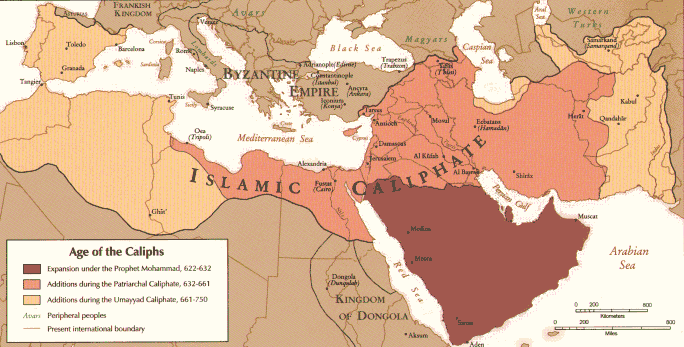
L'època dels califes

Les primeres expedicions islàmiques van començar amb una iniciativa des d'Egipte sota l'emir Amr Ibn Al-es i el seu nebot Uqba ibn Nafi al Fihri. Sentint la debilitat romana, van conquistar Barqa, a la Cirenaica, i després van arribar a Tripolitània, on van trobar resistència. A causa del malestar causat per discussions teològiques sobre el monotelisme i el monoenergisme, l'exarcat sota Gregori es va distanciar de l'imperi en revolta oberta. Cartago estava inundat de refugiats d'Egipte (sobretot melquites), Palestina i Síria, exacerbant les tenses relacions religioses i encenent els llums d'alarma sobre la imminent amenaça àrab. Sentint l'imminent perill de les forces musulmanes, Gregori va reunir els seus aliats i va iniciar una confrontació directa amb els musulmans; fou derrotat en la batalla de Safetula, que era en realitat la capital de l'exarcat sota el govern de Gregori.
L'exarcat va tornar a la regla imperial després que Gregori fos mort en la batalla contra els musulmans per Abdallah ibn al-Sa'ad a Safetula. Cartago va tornar a ser la capital de l'exarcat, ja que Gregori s'havia traslladat a l'interior per a una millor defensa contra les ofensives romanes des del mar. Després l'exarcat es va convertir en un estat semiclient sota un nou exarca anomenat Gennadi. L'intent de mantenir l'estat tributari de Constantinoble i Damasc exhaurí els recursos de l'exarcat, i causà gran malestar entre la població.
Amb el tènue control romà, limitat a unes quantes mal defensades fortaleses costaneres, els genets àrabs primer van arribar a Cirenaica al 642, i en trobaren poca resistència. L'exarcat va escapar al control de l'imperi sota el dux Gregori (646-648). El 647 Abd Allah ben Sad ben Abi Sarh va vèncer Gregori a Safetula i ocupà la Bizacena, és a dir, el sud de l'actual Tunísia, mentre els romans es van atrinxerar en les línies defensives de la província Zeugitana (Tunísia del Nord). Després de la victòria d'Akuba (648), els àrabs van saquejar el país i sols el van abandonar pel pagament d'un tribut. L'imperi va recobrar el domini de la Zeugitana, però la sort de les possessions més occidentals (a banda de les províncies Bizacena i Zeugitana, més a l'oest estava la província de Numídia, i després la de Mauritània, que probablement s'estenia fins a Tànger) és incerta.
Muawiya ben Hudaydj va tornar a la zona l'any 654 (saquejà els territoris romans i repartí la meitat del botí entre els seus soldats, després de descomptar-ne el cinquè per al califa) i va establir un campament a la Zeugitana, que va ser anomenat Al-Qayrawan, on romangué fins que va marxar a Egipte el 658 i on se'l torna a trobar el 661, quan va tornar a atacar els romans (entre el 656 i el 660 les lluites polítiques i successòries entre els àrabs, en què participà Muawiya ben Hudaydj, havien permès un respir), i el campament d'Al-Qayrwan s'havia convertit en una vila anormenada Al-Karn; l'atac es va repetir el 665. La victòria àrab d'Adrumetum o Justinianòpolis i les contínues incursions dels àrabs havien debilitat molt la posició de l'imperi a Àfrica i el 666 els àrabs van considerar que era un bon moment per intentar arrabassar als romans les zones més occidentals, Ceuta, Tànger, Tetuan, Melilla, etc. Sembla que fins i tot encara no s'havia produït l'aliança entre romans i amazics (es creu que el líder amazic Kosayla no es va aliar als romans fins vers el 670), i fins i tot és probable que els amazics haguessin aprofitat en els últims anys per arrabassar posicions als romans. La supremacia de la flota romana i les muralles podien preservar segurament la majoria de les ciutats costaneres, llevat que l'imperi les abandonés perquè no tingueren interès militar o econòmic. Quant a la possibilitat d'una guerra ofensiva dels romans, probablement des de les Balears, és molt improbable, car encara que els romans d'Orient van dominar les illes durant tot el segle (sembla que fins i tot les dominaven el 709, quan els àrabs van desembarcar-hi temporalment, encara que no se sap si després les van conservar), una guerra ofensiva en una zona tan allunyada, amb el perill àrab a les seves portes, tindria un difícil explicació.
El màxim de resistència assolida per l'exarcat amb l'ajuda dels seus aliats amazics (conduïts pel rei Kaisula ait Lamazm) va ser la victòria sobre les forces d'Uqba ibn Nafi en la batalla de Vescera el 682. La victòria va obligar el musulmà a retirar-se a Egipte, i donà a l'exarcat el termini d'una dècada de relativa pau.
En 697 el comandant musulmà Hassan ibn al-Nu'man, amb una força de 40.000 soldats va prendre Cartago sense oposició i va seguir amb la seva campanya, i l'emperador va enviar una força expedicionària romana, que incloïa visigots enviats a defensar l'exarcat pel seu rei, que va témer que l'extensió musulmana arribés als seus dominis. En un atac sorpresa van aconseguir ocupar la ciutat i fer fugir la guarnició, però Hassan ibn al-Nu'man va aturar la seva campanya, va retornar a la ciutat, on va derrotar els defensors. Molts visigots van lluitar a mort i els musulmans van reduir Cartago a runa, tal com ho havien fet segles abans els romans.
La pèrdua del continent africà va ser un enorme cop a l'imperi a la Mediterrània occidental, perquè es van perdre tant Cartago com Egipte, que eren les fonts principals de Constantinoble pel que feia a mà d'obra i gra.